# Cisai-Saint-Aubin
 Cisai-Saint-Aubin  es una población y comuna francesa, situada en la región de Baja Normandía, departamento de Orne, en el distrito de Argentan y cantón de Gacé.

## Demografía
| 234 | 230 | 185 | 184 | 175 | 175 |
| Para los censos de 1962 a 1999 la población legal corresponde a la población sin duplicidades (Fuente: INSEE [Consultar]) |     |     |     |     |     |